# Kunda (India)
Kunda is een nagar panchayat (plaats) in het district Pratapgarh van de Indiase staat Uttar Pradesh.

## Demografie
Volgens de Indiase volkstelling van 2001 wonen er 22.331 mensen in Kunda, waarvan 52% mannelijk en 48% vrouwelijk is. De plaats heeft een alfabetiseringsgraad van 57%.